# Boningimpel
Der Boningimpel, früher als Bonin-Kernbeißer oder Bonin-Fink (Carpodacus ferreorostris, Syn.:  Chaunoproctus ferreorostris) bezeichnet, ist ein ausgestorbener Fink. Früher wurde die Art in einer eigenen Gattung Chaunoproctus geführt, doch neuere molekulargenetische Untersuchungen legen eine Verwandtschaft zu den Karmingimpeln nahe.  Er gehört zu den diversen Vogeltaxa, die man umgangssprachlich als Kernbeißer bezeichnet, mit dem Kernbeißer im engeren Sinne aber nicht eng verwandt sind.

## Beschreibung
Er erreichte eine Länge von 20 cm. Beim Männchen waren Stirn, Augenstreif, Wangen, Kehle und die obere Brust orangerot. Die untere Brust war heller und ging zum Bauch hin ins weißliche über. Der Rest des Gefieders war olivbraun mit dunkelbraunen Streifen auf dem Rücken. Schnabel, Füße und Beine waren vermutlich schwarzbraun. Die Weibchen waren allgemein mittelbraun, hatten eine gelbliche Stirn und die Flankenfedern besaßen dunkelbraune Spitzen. Zeitgenössische Abbildungen zeigen beträchtliche Unterschiede, besonders bei den Männchen. Ob diese an den Saisonschwankungen lagen, oder ob mehrere Unterarten oder gar Arten existierten, konnte nur nach vollständiger Sichtung des vorhandenen Materials festgestellt werden.

## Lebensweise und Nahrung
Der Boningimpel war ein zurückgezogen lebender, aber nicht scheuer Vogel und wurde gewöhnlich einzeln oder paarweise gesichtet. Seine Nahrung bestand aus Früchten und Knospen, die er vornehmlich vom Boden oder von niedrigen Sträuchern aufpickte. Er wurde selten auf Bäumen hockend beobachtet, war anscheinend ziemlich träge und flog nur zögernd. Sein Gesang bestand aus weichen, reinen und hohen Tönen, manchmal langgezogen, manchmal einzeln und manchmal in kurzer Folge.

## Verbreitung
Der Boningimpel wurde nur auf Chichi-jima (Bonininseln) gefunden. Während Berichte, dass er auch auf Haha-jima vorkam, mit ziemlicher Sicherheit falsch sind, könnte er auch auf Ani-jima und Otōto-jima gelebt haben. Chichi-jima ist jedoch der einzige Platz wo dieser Vogel beobachtet wurde.

## Aussterben
Der Boningimpel wurde auf Captain Beecheys Pazifikexpedition entdeckt, die 1827 zwei Exemplare auf Chichi-jima sammelte. Im folgenden Jahr erlegte Heinrich von Kittlitz mehrere weitere Exemplare. Als Fundstelle gab er allerdings nur Boninsima (Ogasawara-Inseln) an. Nachdem zwei von Beechey aufgenommene schiffbrüchige Seeleute berichteten, dass die Insel eine gute Zwischenstation für Walfangschiffe bilden würde, begann um 1830 die Besiedelung. Als die North Pacific Exploring Expedition von Rodgers-Ringgold 1854 Chichi-jima aufsuchte, konnte der Naturforscher William Stimpson keinen einzigen Vogel mehr nachweisen. Was er jedoch fand, waren Ratten, verwilderte Hausziegen, Schafe, Hunde und Katzen sowie Schweine, die bereits seit 1828 anwesend waren (und die von Beechey als Proviant für künftige Schiffbrüchige auf der Insel zurückgelassen wurden). Genau wie die Bonin-Erddrossel erlag der Boningimpel bald nach 1830 der Lebensraumzerstörung und der Nachstellung durch eingeschleppte Säugetiere. Im Jahre 1889 hatten Siedler dem Vogelsammler A. P. Holst berichtet, dass einige Vögel bis in die frühen 1880er Jahre auf Haha-jima fortbestanden haben sollen. Dies wurde jedoch nie bestätigt, zumal diese Art weder 1853 während des Besuches des Offiziers Matthew Perry noch 1854 auf Haha-jima nachgewiesen wurde. Seine sesshaften Angewohnheiten machten es weitgehend unwahrscheinlich, dass er auf Inseln außerhalb der Chichi-jima-Inselgruppe vorkam.
Von den Exemplaren, die einst gesammelt wurden, existieren heute noch 10 in Museumskollektionen.